# NGC 4138
NGC 4138 is een spiraalvormig sterrenstelsel in het sterrenbeeld Jachthonden. Het hemelobject werd op 14 januari 1788 ontdekt door de Duits-Britse astronoom William Herschel.

## Synoniemen
- UGC 7139
- MCG 7-25-35
- ZWG 215.37
- PGC 38643